# Rhaphidophora taiwana
Rhaphidophora taiwana är en insektsart som beskrevs av Tokuichi Shiraki 1930. Rhaphidophora taiwana ingår i släktet Rhaphidophora och familjen grottvårtbitare. Inga underarter finns listade i Catalogue of Life.